# موشيغ السادس ماميكونيان
موشيغ السادس ماميكونيان (بالأرمنية: Մուշեղ Զ Մամիկոնյան)‏ (توفي في 25 أبريل 775) كان نبيلًا أرمنيًا من أسرة ماميكونيان. شغل منصب أمير أرمينيا التي يحكمها العرب في 748–753، وشارك لاحقًا في التمرد الأرمني في 774–775 ضد الدولة العباسية، حيث قُتل في معركة باغريواند.